# Leopoldschlag
Leopoldschlag è un comune austriaco di 1 058 abitanti nel distretto di Freistadt, in Alta Austria; ha lo status di comune mercato (Marktgemeinde).
È situato nella parte settentrionale del distretto d'appartenenza; la frazione di Wullowitz si trova sulla frontiera con la Repubblica Ceca, con il comune di Dolní Dvořiště. Le frazioni che compongono il comune sono Dorf Leopoldschlag, Edlbruck, Eisenhut, Hammern, Hiltschen, Leitmannsdorf, Mardetschlag, Markt Leopoldschlag, Pramhöf, Stiegersdorf, Wullowitz; i comuni catastali sono Hiltschen e Leopoldschlag.